# Scorzonera albicaulis
Scorzonera albicaulis là một loài thực vật có hoa trong họ Cúc. Loài này được Bunge miêu tả khoa học đầu tiên năm 1833.